# ヤン (ストリートファイター)
ヤン (Yang) は、カプコンの対戦格闘ゲーム『ストリートファイターIII』シリーズなどに登場する架空の人物。

## キャラクターの設定
双子の兄のユンと共に香港出身で、ギル率いる組織の壊滅を目指し戦っている青年。『ストリートファイター』に登場する李（リー）の親戚。
理論を重視し、先のことを予測して行動する知性派タイプ。直情型である兄のユンよりも冷静で大人びた性格といえるが、兄と同じく高飛車な発言や自信家を思わせる言動が多く、生意気さでは負けず劣らずといったところ。
幼馴染みのホイメイ（彗梅）に恋心を抱いているが、それを表に出すことはない。彼自身はホイメイの妹・シャオメイ（小梅）にアプローチをかけられている。この姉妹の詳細に関してはホイメイとシャオメイを参照。
インラインスケートが得意であり、『1st』と『2nd IMPACT』の勝利デモやエンディングではローラーブレードを履いているシーンが見られる。
『ストIII』の数年前の世界が舞台の『ストリートファイターIV』（以下『ストIV』）では、春麗のアーケードモードのオープニングアニメに出演している。作中では、中華街で女性の悲鳴を聞き、ユンとともに飛び出そうとしたところを私服姿の春麗に諌められる。
『ストIV』の続編にあたる家庭用『スーパーストリートファイターIV』でも、春麗のアーケードモードのエンディングアニメ内で、全てが終わった後、旅立つ春麗に手を振るヤンとユンの姿が一瞬だけ登場している。その後、『スーパーストリートファイターIVアーケードエディション』（以下『スパIV・AE』）に、兄のユンとともに使用キャラクターとして参戦することが決定した。本作の時代設定は『ストIV』と同時期であり、店の同僚だった春麗の影響を受けて旅に出ることを決意したユンに付き添う形で、自身も新たなる世界に踏み出すというストーリーである。
イラストではその前髪が尖った形に描かれている場合が多く、ユンから「スネちゃま」と呼ばれかけることもある。

## ゲーム上の特徴
『1st』においてはユンの2Pキャラクターという位置付けになっているため、使う技はユンと全く同様であり、キャラクターセレクト画面ではキックボタンでユンを選択すると使用できる。ただし、バックダッシュの距離とハイジャンプの軌道はユンの物と違っている。
『2nd IMPACT』から独立したキャラクターとなり、技仕様が異なるようになった。ユンに比べるとターゲットコンボが少ないが、その分を連続入力式の必殺技「蟷螂斬」が補っている。体力の低さはユンと同様。
『CAPCOM VS. SNK 2 MILLIONAIRE FIGHTING 2001』（以下『カプエス2』）および『ストリートファイターZERO3↑↑』ではユンの技演出で呼び出されるサポートキャラクターとして扱われており、使用キャラクターとしては登場しない。また、これらの作品ではユンの勝利ポーズなどで姿を見せる。

## 技の解説

### 通常技
| 操作     | 立ち（近距離）          | 立ち（遠距離）          | しゃがみ                    | 垂直ジャンプ              | 斜めジャンプ              |
| -------- | ----------------------- | ----------------------- | --------------------------- | ------------------------- | ------------------------- |
| 弱パンチ | 蛇形手(※1) / 統捶(※2)   | 蛇形手(※1) / 統捶(※2)   | 蛇形手(※1) / 下統捶(※2)     | 頂                        | 頂                        |
| 中パンチ | 狸門頂肘                | 外門頂肘                | 蛇形手(※1) / 掃勾手(※2)     | 撃崩捶(※1) / 謄空勾手(※2) | 撃崩捶(※1) / 謄空勾手(※2) |
| 強パンチ | 挑領                    | 崩拳(※3) / 勾手(※4)     | 双蛇形手(※3) / 下連勾手(※4) | 雲手                      | 撃崩捶(※1) / 謄空勾手(※2) |
| 弱キック | 旋脚                    | 旋脚                    | 底蹴腿                      | 刺腿                      | 刺腿                      |
| 中キック | 鴛鴦脚                  | 鴛鴦脚(※1) / 昇腿(※2)   | 底蹴腿(※3) / 前蹴腿(※4)     | 刺腿(※3) / 飛蹴腿(※4)     | 刺腿(※3) / 飛蹴腿(※4)     |
| 強キック | 側蹴腿(※1) / 裏旋脚(※2) | 側蹴腿(※1) / 裏旋脚(※2) | 前掃腿                      | 二起脚                    | 二起脚                    |

※1 『1st』および『2nd』まで。
※2 『3rd』以降。
※3 『1st』のみ。
※4 『2nd』以降。

### パーソナルアクション
前髪をかき上げる。次の攻撃の攻撃力が高められるが、ユンのようにボタンを押し続けても何も起きない。

### 投げ技
モンキーフリップ / 猿頭蹴撃（えんとうしゅうげき）
巴投げのように相手の胸倉を掴み、後方に倒れこみながら投げ飛ばす。
『スパIV・AE』では後方投げになり、後者の技名になる。
膝蹴り
相手を掴み上げて、腹部に膝蹴りを何度も叩き込む。
鷹翻飛雲 （ようほんしうん）
『3rd』で追加された技。相手の上半身に乗っかり、蹴り飛ばす。
『スパIV・AE』では前方投げになる。

### 特殊技
旋風脚 （せんぷうきゃく）
低く跳びつつ、回し蹴りを決める。しゃがみガードできない中段技で、リープアタックに比べるとリーチが長い。
雷撃蹴 （らいげきしゅう）
空中から急降下する蹴り技で、弱〜強で角度が変わる。攻めの主軸となる技。

### ターゲットコンボ
立ち中パンチ→立ち強パンチ→レバー後ろ入れ強パンチ
シリーズ全てで使われるターゲットコンボ。最後のレバー後ろ入れ強パンチは「虎撲子」になる。
立ち弱キック→立ち中キック→立ち強キック
『2nd』から使われるターゲットコンボ。
しゃがみ弱キック→しゃがみ中キック
『2nd』でのみ使われるターゲットコンボ。
斜めジャンプ中キック→雷撃蹴（中）
『2nd』から使われるターゲットコンボ。

### 必殺技
蟷螂斬 （とうろうざん）
『2nd』以降の技で、ヤンの専用技。人差し指と中指を立てて、横一文字に敵を斬りつける。連続入力技で、追加コマンドを入力すれば一連の動作を左右交互に連続で浴びせていき、最後の一撃で相手を吹っ飛ばすことが可能。通常は3回、EX版は5回まで入力できる。
『2nd』では最後の一撃のみ肘打ちになっている。
連撃蟷螂破（れんげきとうろうは）
『ウルトラストリートファイターIV』（以下『ウルIV』）のオメガエディションのEX版「蟷螂斬」。最初の切り裂きから連撃を繰り出す。
最初の一撃がヒットすると、相手を掴んでロックし、弱パンチ→中パンチ→しゃがみ強パンチ→近距離強パンチの連撃で相手を浮かせ、3連続の「蟷螂斬」を繰り出す。

虎撲子 （こぼくし）
震脚を踏みながら両の掌底を叩き込む。リーチが短く見えるが、掌から少し先（の見えない気の部分）にまで攻撃判定がある。コマンド入力時にボタンを2つ以上同時に押すとフェイントになる。
『1st』でのみ必殺技として使用し、『2nd』以降はターゲットコンボの一部としてのみ使われている。
白虎双掌打 （びゃっこそうしょうだ）
『2nd』以降の技。震脚を踏みながら「虎撲子」よりも長く両腕を突き出して掌底を叩き込む。こちらはほぼ見た目どおりのリーチで、「虎撲子」よりも威力・スタン値は低め。これもコマンド入力時にボタンを2つ以上同時に押すとフェイントになる。ただし『ストIV』シリーズのみ弱でフェイントになる。
『ウルIV』オメガエディションでは性能が大きく変わり、弱・中・強・EX共に大きく踏み込んでから両腕を突き出して掌底を叩き込む。
穿弓腿 （せんきゅうたい）
地面に手を突き、空中に飛び上がりながら蹴り上げる。ユンが使用するものと同じ技だが、弱ボタン以外で発動すると攻撃を繰り出す前に一定距離もしくは相手に近づくまで前方に転がっていく動作が追加されるという点で異なる。回転中は飛び道具の下を潜り抜けながら移動できる。
『ウルIV』オメガエディションのEX版は遠距離、密着時どちらも前転の攻撃判定が必ずヒットするようになっている。
対空技としては使いにくい部類に入る。
前方転身 （ぜんぽうてんしん）
相手に掴みかかり、そのまま飛んで背後に回るコマンド投げ。この技自体にダメージはないが、相手に隙ができるので追撃を見込める。これもユンのものと同じ技で『3rd』においては唯一ユンと共通する必殺技となっている。
快跑 （かいほう）
『3rd』で追加された技。一瞬、姿が見えなくなるほどの速さで前方に踏み込む移動技。攻撃性能はないが、移動中は相手をすり抜けられるという特徴がある。
なお技名は中国語で「速く走る」という意味である。
翻身（ほんしん）
『ウルIV』オメガエディションで追加された当て身技。
なお技名は中国語で「裏返す」という意味である。
（弱） - 弱「快跑」を発動する。
（中） - 表裏反転させた遠距離立ち強パンチを繰り出す。
（強） - 近距離立ち強パンチで相手を浮かせ、ユンの遠距離立ち強キックに似た前蹴りを放つ。
（EX） - ヒット数の多い2連続の「蟷螂斬」を繰り出す。

### スーパーアーツ
SA1(1st) / SA2(2nd〜) / UC2(IV) - 転身穿弓腿 （てんしんせんきゅうたい）
- ストック数 (全作-2) ゲージの長さ (1st-112/2nd・3rd-104) （単位:ドット）

転がって接近すると「穿弓腿」で蹴り上げた後、さらにそのまま空中を上りつつ三段蹴り上げ（二翔脚）を決める。ゲージはシリーズ通して2本で、EX必殺技（特に「蟷螂斬」）が多用できるため選択されやすい。
『スパIV・AE』では「穿弓腿」で蹴り上げた後、空中での突き蹴り、回し蹴り、サマーソルトキック、最後に三段蹴り上げ（二翔脚）というアレンジがされている。
SA1(2nd〜) / UC1(IV) - 雷震魔破拳 （らいしんまはけん）
- ストック数 (2nd-2/3rd-1) ゲージの長さ (2nd・3rd-120)

勾手（中国拳法での貫手）を突き出し、ヒット時のみ追加攻撃を行うタイプの技。最初の一撃がヒットすると指を引っ掛けて上方向に切り裂いた後、前方に突進し、すれ違いざまに多段ヒットする勾手を浴びせ、突き抜けていく。『スパIV・AE』では、上方向に切り裂いてから追撃を行うまでの間に、目にも留まらぬスピードで様々な方向から相手を切り刻む演出が追加される。
リーチは短いが、ヒット時の威力はヤンの使用する技の中では最大。『2nd』と『3rd』では最初の勾手を繰り出す手がそれぞれ異なっている（『カプエス2』では『2nd』と同じ）ほか『カプエス2』ではヒット時の切り上げ動作を行わない。
また『2nd』のみ2本であったため、「転身穿弓腿」と同様にEX必殺技を多用することも可能であった。
『ウルIV』オメガエディションでは空中の相手にカウンターヒットすると、威力は減少するが『ストIII』シリーズと同じ動作を行う。
SA3(2nd〜) / SC(IV) - 星影円舞 （せいえいえんぶ）
- ストック数 (2nd・3rd-1) ゲージの長さ (2nd-112/3rd-64)

攻撃判定をコピーする残像を発生させる。「幻影陣」と似ているが、各種技の性能は変化しない。性能は『ZERO』シリーズのローズの「ソウルイリュージョン」に類似する。ゲージの長さは『2nd』と『3rd』では異なっており、両者は約1.5倍以上の差がある。
『スパIV・AE』ではスーパーコンボとして使用。

### 1stでのみ使用
ユンの技の解説も参照。
ターゲットコンボ（ジャンプ弱パンチ→レバー前入れ弱キック）
ユンのものと同じ技。『1st』でのみ使われるターゲットコンボ。
絶招歩法 （ぜっしょうほほう）
ユンのものと同じ技。『1st』でのみ必殺技として使用。
SA2(1st) - 槍雷連撃 （そうらいれんげき）
- ストック数 (1st-3) ゲージの長さ (1st-88)

ユンのものと同じ技。『1st』でのみスーパーアーツとして使用。
SA3(1st) - 幻影陣 （げんえいじん）
- ストック数 (1st-1) ゲージの長さ (1st-64)

ユンのものと同じ技（ただし発動ポーズはユンと違う）。『1st』でのみスーパーアーツとして使用。

## 担当声優
- 高木渉（『1st』、『2nd IMPACT』）
- 鈴木正和（『3rd STRIKE』、『ストリートファイターIV』シリーズ〈『スパIV・AE』以降〉、『CAPCOM VS. SNK 2』）

## 登場作品
- ストリートファイターIIIシリーズ（『1st』ではユンとヤンは同キャラクター扱い）
- CAPCOM VS. SNK 2 MILLIONAIRE FIGHTING 2001 - ユンの必殺技などで登場。
- ストリートファイターZERO3↑↑ - ユンの必殺技などで登場。
- CAPCOM FIGHTING Jam - 背景やユンのエンディングで登場。
- SNK VS. CAPCOM 激突カードファイターズ全シリーズ（トレーディングカードゲーム版も含む）
- ストリートファイターIV（家庭用版アニメーションのみ登場）
  - スーパーストリートファイターIV（『アーケードエディション』のみプレイヤーキャラクターとして登場）
  - ウルトラストリートファイターIV